# Шевченко, Владимир Ярославович
Влади́мир Яросла́вович Шевче́нко (5 марта 1941, Смела, Черкасская область — 14 мая 2025) — советский и российский химик. Академик РАН (с 2000 года). Директор Института химии силикатов имени И. В. Гребенщикова РАН с 1998 по 2018 годы.
Главными направлениями научной деятельности являлись структурная химия наносостояния; наночастицы, наноструктуры и нанокомпозиты. Индекс Хирша — 8.

## Биография
В 1963 году окончил физический факультет МГУ. С 1998 года по 2018 годы являлся директором Института химии силикатов имени И. В. Гребенщикова РАН. Под руководством В. Я. Шевченко созданы Институт материаловедения ДВО РАН и Институт проблем керамических материалов РАН в Москве.
В 1994 году избран членом-корреспондентом РАН, академик РАН c 2000 года. Член Президиума Санкт-Петербургского научного центра РАН.
Являлся главным редактором журнала «Физика и химия стекла».
Умер 14 мая 2025 года в возрасте 84 лет.

## Награды
- Премия им. П. Л. Капицы
- Медаль им. С. И. Мосина
- Медаль им. Н. Н. Семёнова
- Орден Почёта (6 октября 1998) — за заслуги перед государством, многолетний добросовестный труд и большой вклад в укрепление дружбы и сотрудничества между народами[4].
- Государственная премия Российской Федерации (2002) — за работы в области биоимплантатов[5].
- Премия имени И. В. Гребенщикова (16 мая 2006) — за работу «Структурная химия наномира».
- Орден Дружбы (20 июля 2006) — за достигнутые трудовые успехи и многолетнюю добросовестную работу[6].
- Премия имени Д. И. Менделеева (2007) — за цикл фундаментальных исследований «Структурная химия наномира», способствующих развитию нанотехнологий и созданию нового поколения неорганических, органо-неорганических и биологических гибридных материалов[7].
- Орден Александра Невского (3 мая 2018) — за большой вклад в развитие науки и многолетнюю добросовестную работу[8].
- Благодарность Президента Российской Федерации (5 февраля 2024) — за заслуги в развитии отечественной науки, многолетнюю плодотворную деятельность и в связи с 300-летием со дня основания Российской академии наук[9].